# 海老名翔太
海老名翔太（1994年2月16日—），日本男舞台演員、配音員。劇團俳優座所屬。出身於神奈川縣。身高170cm。

## 人物簡介
2014年4月從經紀公司劇團俳優座第26期生入團。2015年在電視動畫《戰國無雙》飾演其原創角色德川秀忠在配音界正式出道。

## 演出作品

### 電視動畫
2015年
- 潮與虎（厚池）
- 戰國無雙（德川秀忠）

2016年
- 虹色時光（片倉老師〈片倉優二〉[2]、教師、體育老師、男友、店員）
- 數碼暴龍宇宙 應用怪獸（動畫獸）

2017年
- 血界戰線 & BEYOND（記者）

2018年
- 藍海少女！～Advance～（工作人員）
- Happy Sugar Life（高中生、綠野蓮）
- 千緒的通學路（牧山健介）
- 雷頓神秘偵探社 ～卡特莉的解謎事件簿～（羅密歐）

2019年
- 多羅羅（男、手下B、女役）

### OVA
2016年
- 虹色時光（片倉老師〈片倉優二〉）[注 1]

### 遊戲
2017年
- 四女神Online CYBER DIMENSION NEPTUNE（日语：四女神オンライン サイバーディメンションネプテューヌ）（魔王傑斯塔[3]）

### 外語配音
※作品依英文名稱及英文原名排序。

#### 電影
- 圓圈（Mercer Regalado〈Ellar Coltrane 飾演〉）
- 哥吉拉II 怪獸之王（Martin〈Justice Leak 飾演〉[4]）
- 瘋狂邁爾士（Junior〈Keith Stanfield 飾演〉）
- 星際特工瓦雷諾：千星之城（Tsûuri[5]）

#### 電視影集
- 女孩看世界（Andrew）
- 重案組（Richard Connor）
- 重返犯罪現場 (第13季)（Luke Harris）－第12集（前篇）。
- 重返犯罪現場：紐奧良 (第2季)（Luke Harris）－第12集（後篇）。
- 魂歸故里（Ben Lowry）
- 密諜夥伴（英语：X Company）（Louis）

### 電視劇
- 週三推裡9（日语：水曜ミステリー9） 刑事的証明（日语：刑事の証明） 第9作（2015年7月8日，東京電視台）

### 舞台活動

#### 俳優座公演
- 2015年『女人與埴輪』（赤坂區民中心，俳優座研究所公演）
- 2016年『我的東京日記』（赤坂區民中心，俳優座研究所公演）

#### 俳優座以外公演
- 2016年／笛井事務所（日语：笛井事務所）（座·高圓寺2，作：安部公房，演出：望月純吉）

## 腳註

## 外部連結
- 劇團俳優座公式官網的團員簡介 （日語）
- 海老名翔太的X（前Twitter） （日語）